# العبء (رواية)
العبء (بالإنجليزية: The Burden) هي رواية من تأليف إنشاء الكاتبة الإنجليزية أجاثا كريستي ونشرت لأول مرة في المملكة المتحدة في 12 من شهر نوفمبر عام 1956. ولم تُنشر في البداية في الولايات المتحدة. وهذه الرواية هي السادسة والأخيرة لأجاثا كريستي تحت اسمها المستعار ماري يستماكوت.

## تفسير عنوان الرواية
عنوان الرواية مُشتق من الفصل 11 النسخة 30 من إنجيل متى. هذا هو السطر بالكامل، كما هو مقتبس في مقدمة الرواية:
«لأن نيري لطيف، وحملي خفيف».

## ملخص الحبكة
عندما تولد شيرلي، وهي الشقيقة الصغرى للورا فرانكلين، تشعر لورا بالكره نحوها على الفور، وسرعان ما تبدأ بالدعاء على أختها الصغيرة وحتى الصلاة لتموت. ولكن بعد إنقاذها شيرلي في حادثة حريق، فإنها تشهد تحولًا كاملًا في مشاعرها نحوها، وسرعان ما تشعر بالعطف نحوها. في ما بعد، بينما تكبر الشقيقتان برابطة حب قوية، تبدأ لورا بالإدراك أن عبء حبها لشيرلي له تأثير كبير على حياتهما.

## الأهمية الأدبية وردود الفعل على الرواية
جاء في مراجعة أدبية نقدية من قبل سيريول هارت، والتي نَشرت في ملحق التايمز الأدبي في 7 ديسمبر عام 1956، «إن كاتب رواية العبء هو مزيج بين ماري ويستماكوت في ستة كتب وأغاثا كريستي في الكثير من الكتب الأخرى. على الرغم من الزركشة الذكية والحديثة إلى حد كبير، فإن الرواية تأخذ شكل فن السرد القصصي الموجود بكثرة في مجلات النساء التقليدية، إذ تُحلّ جميع المشاكل عندما تضع البطلة الخجولة بعض أحمر الشفاه (والتي تدعى في هذه الحالة «التفاحة المُميتة»)، وتعثر على حب حياتها».
استعرض فيرنون جونسون الرواية في 20 نوفمبر عام 1956 في إصدار لصحيفة الغارديان عندما وصفها بأنها «رواية خيالية»، إذ استشهد بعدة أسطر من الكتاب بطريقة مستهجنة ومهينة، موضحًا أنه استخدمها أمثلةً على «الأسلوب وطريقة العرض».

## تاريخ النشر
- 1965، دار هينيمان للنشر (لندن)، 12 نوفمبر 1956، 236 صفحة
- 1963، دار ديل بوكس للنشر (نيويورك)، سبتمبر 1963، 223 صفحة
- 1973، دار وليام كولينز آند سونز، 223 صفحة
- 1973، دار آربور هاوس للنشر (نيويورك)، 223 صفحة
- 1975، دار فونتانا بوكس (تابعة لدار هاربر كولينز)، 192 صفحة
- 1979، دار يولفيرسكروت للنشر، 1979، 321 صفحة